# Engels (Rusija)
Engels (ruski: Энгельс)  grad je u Saratovskoj oblasti u Rusiji. Luka je na rijeci Volgi. Nalazi se nasuprot gradu Saratovu s druge strane Volge. Povezani su mostom od 1965. Nalazi se na 51°29′N 46°07′E / 51.483°N 46.117°E.
Broj stanovnika:
- 1897.:   22.000
- 1959.:   91.000
- 1970.:  130.000
- 1977.:  163.000
- 1996.:  187.400

Prije nego što je imenovan po Friedrichu Engelsu  zvao se Pokrovsk između 1914. i 1931. Glavnim gradom Povolško-njemačke ASSR bio je u razdoblju od 1922. do 1941. godine. Sada je dijelom Saratovske oblasti.
Osnovali su ga ukrajinski doseljenici (iz Kijivske, Poltavske i Harkivske gubernije) 1747. godine, a naselili su ga Nijemci za vladavine Katarine Velike. Glavno je središte kulture Povolških Nijemaca. Status grada ima od 1914. godine.
Vremenska zona: Moskovsko vrijeme

## Zanimljivosti
- Jurij Gagarin, astronaut, poslije svojega slavnog leta prizemljio se nedaleko od Engelsa.